# Lucio Escribonio Libón (cónsul 16)
Lucio Escribonio Libón (en latín, Lucius Scribonius Libo) fue un senador romano, cónsul en el año 16.

## Familia
Era hijo de Lucio Escribonio Libón (quien había sido cónsul en el año 34 a. C.) y sobrino de Escribonia; por tanto, sobrino político de César Augusto.

## Carrera política
Libón fue cónsul en el año 16, junto con Tauro, bajo el mandato de Tiberio. En ese mismo año, su hermano, Marco Escribonio Libón Druso, pretor, fue acusado de conspiración junto con otros y, el segundo día del juicio, 13 de septiembre, puso fin a su vida.
Además fue miembro del colegio sacerdotal de los septemviri epulonum. Alcanzó a conocer el gobierno de Claudio, ya que en 47-48 fue curator riparum et alvei Tiberis, junto con los consulares más jóvenes Paulo Fabio Pérsico y Gayo Egio Márulo. Su fortuna personal procedía, entre otras fuentes, de la propiedad y explotación de las canteras de mármol de Luni en Italia.